# Corynanthe johimbe
La johimbe o yohimbe (Corynanthe johimbe K.Schum., 1901) è un albero della famiglia delle Rubiaceae, originario dell'Africa centro-occidentale.
La sua corteccia contiene un alcaloide, la yohimbina, con proprietà afrodisiache, grazie ad un effetto di vasodilatazione periferica simile a quello del sildenafil.

## Descrizione
Albero di altezza elevata. Ha foglie grandi, glabre, cuoiose e fiori grandi raccolti in infiorescenze ombrelliformi.

## Distribuzione e habitat
La specie è diffusa nelle foreste tropicali dell'Africa centro-occidentale (Angola, Camerun, Nigeria, Repubblica del Congo, Repubblica Democratica del Congo, Guinea Equatoriale, Gabon).

## Principi attivi
Si usa la corteccia del fusto, che si presenta in pezzi appiattiti o arrotolati, è la parte della pianta che contiene la maggior parte del principio attivo, soprattutto alcaloidi indolici di cui il principale è la Yohimbina (fino al 6%) accompagnata da sostanze correlate.
La yohimbina è un inibitore selettivo dei recettori α2-adrenergici con un effetto ipertensivo.
La yohimbina è un inibitore delle MAO (enzimi implicati nel metabolismo delle catecolamine) e pertanto può amplificare in modo pericoloso l'effetto di bevande alcoliche, farmaci e droghe.
Ha effetti stimolatori sui gangli sessuali del midollo sacrale ed è capace di produrre una prolungata erezione. A dosi elevate determina effetti vagamente psichedelici. 
La Yohimbina appare provvista di potere ipotensivo ed è comunque un vagolitico simile all'atropina, determinando anche per questo facili tachicardie, e con proprietà anestetiche locali simili a quelle della cocaina. Può determinare insonnia e tachicardia.